# Ruth Abrahams
Ruth Abrahams (11 de marzo de 1931 - 8 de agosto de 2000) fue una artista británica. 

## Biografía
Abrahams nació en Stepney en Londres. Estudió arte en el St Martin's School of Art desde 1951 hasta 1955 cuando se inscribió en la Royal Academy of Arts donde se graduó en 1959. Durante su tiempo en la Royal Academy of Arts, Abrahams ganó numerosos premios, incluyendo un premio Leverhulme, la medalla Landseer Medal por pintura y el premio David Murray Landscape. En 1960, ganó el premio de pintura del Festival Harrogate para asistir a la British School en Roma. Aunque Abrahams enseñaba a tiempo parcial en varias escuelas de arte incluyendo St Martins, Derby Lonsdale College, Loughborough College of Art y en la Trent Polytechnic, también exhibía en exposiciones colectivas. Estas incluían exhibiciones en la Royal Academy y con el London Group. La Universidad de Durham tiene ejemplos de su trabajo.